# 14. Arrondissement (Marseille)
Das 14. Arrondissement ist ein Arrondissement (Stadtbezirk) der südfranzösischen Stadt Marseille. 2008 lebten hier 61.168 Menschen.

## Lage und Stadtviertel
Das Arrondissement befindet sich im Norden des Stadtgebiets. Im Norden grenzt es an Septèmes-les-Vallons, im Osten an das 13. Arrondissement, im Süden an das 3. und 4. Arrondissement (Berührungspunkt) und im Westen an das 15. Arrondissement.
Offiziell unterteilt sich das Arrondissement in sieben Stadtviertel:
- Les Arnavaux
- Bon-Secours
- Le Canet
- Le Merlan
- Saint-Barthélémy
- Sainte-Marthe
- Saint-Joseph

## Wirtschaft
Hier befindet sich an zwei Standorten (Arnavaux und Saumaty) der Lebensmittelgroßmarkt Marché d’Intérêt National (MIN). In Saumaty werden Fisch und Meeresfrüchte verarbeitet und gehandelt.
Die Savonnerie du Sérail und die Compagnie du Savon de Marseille in Sainte-Marthe sind zwei der verbleibenden handwerklich produzierenden Betriebe der Savon de Marseille. Paul Ricard gründete hier seine erste Produktionsstätte für Pastis.

## Kultur
Zwei wichtige Institutionen sind der Espace Culturel Busserine und das Théâtre du Merlan.

## Religion
Es überwiegen römisch-katholische Kirchen und zwei Kapellen, nämlich Sainte-Claire und Saint-Joseph. Im 14. Arrondissement befindet sich eine assyro-chaldäische Kirche. Neben fünf Moscheen gibt es zwei Synagogen und einen protestantischen Tempel in Le Merlan.

## Gesundheitswesen
Das Hôpital Edouard Toulouse sichert die gesundheitliche Versorgung der Bevölkerung. Die Clinique Saint-Barnabé ist auf Suchtprobleme spezialisiert.